# Crucișoara
Crucișoara – wieś w Rumunii, w okręgu Ardżesz, w gminie Cocu. W 2011 roku liczyła 309 mieszkańców.